# Tour de Vendée 2009
La 38e édition du Tour de Vendée  a eu lieu le dimanche 4 octobre 2009. Il s'agit de la dernière épreuve de la Coupe de France de cyclisme sur route 2009.
Le Russe Pavel Brutt, de l'équipe Katusha, s'impose en solitaire après avoir distancé un groupe d'une quinzaine de coureurs, avec lequel il s'était échappé à 40 kilomètres de l'arrivée.

## Classement final
|    | Coureur             | Pays     | Équipe                      |    | Temps           |
| -- | ------------------- | -------- | --------------------------- | -- | --------------- |
| 1  | Pavel Brutt         | Russie   | Katusha                     | en | 4 h 38 min 40 s |
| 2  | Matthieu Ladagnous  | France   | La Française des Jeux       | +  | 10 s            |
| 3  | Thomas Voeckler     | France   | Bbox-Bouygues Télécom       |    | m.t             |
| 4  | Florian Vachon      | France   | Roubaix Lille Métropole     |    | m.t             |
| 5  | Lilian Jégou        | France   | Bretagne-Schuller           |    | m.t             |
| 6  | Nicolas Vogondy     | France   | Agritubel                   |    | m.t             |
| 7  | Steven Van Vooren   | Belgique | An Post-Sean Kelly          |    | m.t             |
| 8  | Martin Elmiger      | France   | AG2R La Mondiale            |    | m.t             |
| 9  | Julien Fouchard     | France   | Cofidis, le crédit en ligne |    | m.t             |
| 10 | Alexandre Botcharov | Russie   | Katusha                     |    | m.t             |